# 虜ノ旋律
『虜ノ旋律 〜淫らに喘ぐ処女セクステット〜』 (トリコノシラベ みだらにあえぐしょじょセクステット)は、2015年6月26日にGuiltyより発売された18禁アドベンチャーゲームである。
前作の『虜ノ契』に続く女性視点のゲームとなっている。

## ストーリー
※七緒BAD ENDに基づく。
名門女子校「私立清蓮女学園」。その弦楽部に所属する2年生の西園寺七緒は幼なじみの鳴神千弦や親戚の雨草椿とともに一ヶ月後に迫る音楽コンクールに向けて練習に没頭していた。このコンクールで優勝することは、音楽家を目指す妹の舞衣にとっても重要な意味があった。毎日使える練習場所として近隣の男子校、帝礼学園の音楽室を確保し、喜ぶ弦楽部の6人。
だが、七緒たちには心配なことがあった。それは常に誰かに監視されているような感覚だ。
気のせいだと自分に言い聞かせる七緒だが、ある日、信頼していた教師、甲斐崎弘人の教室を訪ねたときに悲劇が起こる。睡眠薬を飲まされた七緒が目を覚ますと、制服は破られ、乳房をさらけ出した状態で手錠をかけられていたのだった。拘束された七緒はなぜこんなことをするのかと問う。甲斐崎は七緒の両親に恨みがあるのだと答えた。甲斐崎はかつて七緒の母、菫が学生だったころに彼女を犯そうとして制裁を受けていた。甲斐崎は七緒の下着をはぎ取ると、彼女に男性器を挿入し強引に処女を奪った。絶望する七緒だが、甲斐崎は彼女の膣内に射精をしようとする。許しを懇願する七緒だが、甲斐崎はかりに妊娠してもコンクールのときには目立たないはずだと言い、6回にわたり彼女に膣内射精を行う。
自宅でシャワーを浴びながら嗚咽をもらす七緒だったが、次の日、今度は帝礼学園の生徒会副会長、貴嶋翔にも襲われてしまう。貴嶋だけではなく彼の手下からも輪姦される七緒。七緒は甲斐崎・貴嶋の双方から別々に性的暴行を受けた際の写真をとられ、彼らの言いなりにならざるを得なくなる。ただし、七緒はほかの仲間にだけは手を出さないように懇願し、約束を取り付ける。妊娠の恐怖に怯えながら、毎日辱めを受ける七緒。
だが、やがて後輩の妹尾彩実は七緒がレイプされている現場を見てしまい、彼女自身も貴嶋たちに犯されてしまう。仲間の白銀リリアも貴嶋の計略にかかり、男子校の校内で全裸のまま拘束され、大勢の生徒たちの慰み者となった。一方、椿も甲斐崎の手にかかり自宅にあがりこまれて毎日のように強姦される。そして七緒の妹の舞衣もついに処女を失い、七緒の親族はみな甲斐崎の奴隷となった。コンクールは失敗に終わり、その後しばらくして七緒たちは誰が父親かわからない子を孕んでいた。

## 登場キャラクター

### 私立清蓮女学園
雨草椿
3年生。弦楽部の前部長。コントラバス担当。大人びた優しい雰囲気の少女。七緒・舞衣の母である菫のかなり年の離れた妹。下着の色は黒。一人暮らしをしている。教師の甲斐崎から七緒を守るため、甲斐崎に好意があるように装う。しかし、その結果として犯されて処女を失ってしまう。自宅や学校で甲斐崎から日常的に辱めを受けるようになり、そのことに快楽を覚えるようになった自分に気づいて絶望することとなる。
西園寺七緒
2年生。弦楽部の部長。第一ヴァイオリン担当。温和な性格で妹想い。下着の色は白。甲斐崎と貴嶋という二人の男からレイプされ、仲間を守るために彼らの言いなりとなり弄ばれることとなる。
白銀 リリア
2年生。弦楽部員。ヴィオラ担当。フィンランド人と日本人のハーフ。気が強く、自由奔放な性格。下着の色は黒。七緒を人質にとられ、貴嶋たちの玩具とされてしまう。
鳴神千弦
2年生。弦楽部の副部長。第二ヴァイオリン担当。七緒は幼馴染。七緒がレイプされている映像を盾にとられ、貴嶋たち男子生徒の慰み者となる。
妹尾 彩実
1年生。弦楽部員。チェロ担当。気弱な性格。七緒のことを尊敬している。七緒が貴嶋たちに犯されているところを目撃してしまい、その結果として自身も貴嶋にレイプされてしまう。その後は七緒とともに貴嶋からの度重なる凌辱に耐えることとなる。
西園寺舞衣
1年生。弦楽部員。ピアノ担当。七緒の妹。姉を守ろうとした結果、姉妹ともども甲斐崎に性的暴行を加えられる。

### 他校の女子生徒
明日香
2年生。強気で明るい性格。淡い栗色の髪を肩まで伸ばし、青い瞳をもつ美少女。正義感が強く、街の不良たちに制裁を加えてきた。貴嶋たちにも一度は勝利するものの、その後、貴嶋の手下たちに帝礼学園に連れ込まれ輪姦されて処女を失う。その後も学園の教室で不良の慰み者となり、泣きながら犯されていた。
咲子
2年生。優等生のクラス委員長。黒髪ポニーテール。セーラー服を着ている。万引きの疑いをかけられた結果、貴嶋に脅迫されて犯された。処女だった彼女は、その後は学園内で鎖をつけられて監禁され、貴嶋とその手下たちに犯される日々を送ることとなる。
美沙
妹の治療費を工面するため、身体を貴嶋に差し出した少女。

### その他
若菜
黒髪ロングの帝礼学園の女性教師。恋人に借金の代わりとして売られ、貴嶋の手下たちに毎日のように輪姦されていた。
甲斐崎弘人
清蓮女学園の非常勤講師。担当科目は生物。
貴嶋翔
帝礼学園の生徒会副会長。
鳴神 奏太
千弦の兄。帝礼学園の生徒。
雨草菫
椿の姉。七緒と舞衣の母。故人。学生時代に甲斐崎によってレイプされそうになったことがある。

## 開発
- 原画 - の歯、バイオレットシット、桜路ひよこ、さいもん、八嶋テツヤ[1]
- シナリオ - 酒井童人、藤枝卓也、神無月ニトロ
- 音楽 - ミリオンバンブー